# 韦德·雷登
韦德·雷登（英語：Wade Redden，1977年6月12日—），加拿大男子冰球运动员，场上位置是后卫。他曾代表加拿大国家队参加2006年冬季奥林匹克运动会冰球比赛，获得第七名。